# 황젠샹
황젠샹(중국어 간체자: 黄健翔, 정체자: 黃健翔, 병음: Huáng Jiànxiáng, 1968년 1월 20일 ~ )은 중화인민공화국(중국)의 전직 축구 해설위원이다.
내몽골 자치구 우하이 시 출신이며 1977년에는 가족들과 함께 난징시로 이주했다. 1980년부터 1986년까지 난징 사범 대학 부속 중학교에 재학했고 1990년에는 베이징 외교 학원을 졸업했다.
1994년 중국의 국영 방송국인 중국중앙방송(CCTV) 소속 축구 해설 위원으로 발탁되면서 각종 축구 프로그램을 진행했다. 2002년 FIFA 월드컵 경기 중계를 진행하면서 "공동 개최국인 대한민국이 심판을 매수해서 준결승전까지 진출했다"는 발언을 하는 등 대한민국에 대한 지나친 비하 발언을 계속해 중국 주재 대한민국 대사관으로부터 항의를 받기도 했다.
2006년 FIFA 월드컵에서는 이탈리아와 오스트레일리아의 16강전 경기를 중계하던 과정에서 이탈리아가 오스트레일리아에 1-0 승리를 거두며 8강에 진출하자 "이탈리아 만세!", "오스트레일리아는 지옥으로 떨어져라!"와 같은 상식 이하의 발언을 해서 물의를 일으켰다. 이 사건으로 인해 그는 중국중앙방송 축구 해설 위원직을 사퇴하게 된다.

## 문제가 된 해설
"페널티킥! 페널티킥! 페널티킥! 그로소가 얻어냈습니다! 그로소가 얻어냈습니다! 오스트레일리아에게는 좋은 기회가 절대로 오지 않습니다!"
"이탈리아의 위대한 레프트 백! 그로소는 이탈리아 축구의 명예로운 전통을 이어받았습니다! 파체티와 카브리니, 말디니가 그로소에게 영혼을 불어 넣었습니다! 그로소는 이탈리아 축구의 오랜 역사와 전통을 갖고 있습니다. 그로소는 이 순간만 싸운 것이 아닙니다. 그로소는 더 이상 혼자가 아닙니다!"
"토티, 토티가 키커로 나섰습니다. 전 세계, 이탈리아의 축구 팬들이 기대하던 순간이 토티에게 왔습니다."
"슈워처는 월드컵 예선에서 페널티킥 두 개를 막았습니다. 그것도 월드컵 예선 플레이오프에서 페널티킥 두 개를 막아냈습니다. 토티는 이를 잘 알고 있습니다. 조용한 슈워처 앞에서 토티의 미소가 보이는데 토티의 표정은 10초 후에 어떤 표정으로 나올까요?"
"들어갔습니다! 경기 끝났습니다! 이탈리아가 승리했습니다! 사커루(오스트레일리아)를 격파했습니다! 이탈리아는 히딩크 앞에서 두 번 다시 무릎을 꿇지 않았습니다! 위대한 이탈리아! 위대한 이탈리아의 레프트 백! 말디니, 오늘 생일 축하합니다! 이탈리아 만세!"
"이탈리아는 탈락하지 않았습니다. 그것도 단 한번의 페널티킥, 단 한번의 페널티킥 덕분에 이탈리아는 절대로 탈락하지 않았습니다! 이탈리아가 8강에 진출했습니다!"
"이탈리아의 승리는 그로소, 칸나바로, 참브로타, 부폰, 말디니, 그리고 이탈리아 축구를 사랑하는 여러분들의 것입니다!"
"오스트레일리아는 지옥으로 떨어져야 합니다!"
"히딩크, 사커루에게는 큰 유감입니다! 히딩크는 너무 보수적이고 조용한 경기, 이탈리아보다 한 명 더 많은 경기를 진행했지만 용기를 잃어버렸습니다. 이탈리아 축구의 오랜 역사와 전통이 히딩크가 조별 예선에서 펼친 매서운 공격을 물리쳤습니다. 히딩크는 자신이 심은 열매를 스스로 망쳐버린 셈입니다! 오스트레일리아는 집으로 돌아갈 것입니다. 오스트레일리아 대표팀은 오스트레일리아보다 멀리 떨어진 유럽에 있을 자격이 없습니다. 오스트레일리아에 작별을 고합니다!"